# Арбетнот, Гарриет
Гарриет Арбетнот (англ. Harriet Arbuthnot; 10 сентября 1793 — 2 августа 1834) — одна из первых английских мемуаристок XIX века, социальный и политический наблюдатель, член партии тори. В 1820-х годах она была «женщиной ближайшего друга» героя Ватерлоо и британского премьер-министра, 1-го герцога Веллингтона. Она вела длительную переписку и общение с герцогом, результаты которого записывала в своём дневнике, который ввиду этого широко используется во всех авторитетных биографиях герцога Веллингтона.

## Биография
Родившись в семье провинциальной британской аристократии и будучи в браке с политиком и членом парламента, имела прекрасные возможности для знакомства со всеми ключевыми фигурами эпохи Регентства и поздней наполеоновской эпохи. Записывая свои встречи и беседы часто дословно, она стала «Миссис Арбетнот», цитируемой во многих биографиях и историях той эпохи. Её наблюдения и воспоминания о жизни английского дворянства не ограничиваются людьми, но документируют также политику, великие события и повседневную жизни с равным вниманием к деталям, что обеспечивает историкам ясную картину описываемых событий. Её дневники были опубликованы в 1950 году как «Журнал миссис Арбетнот».